# Tipula (Eumicrotipula) notoria
Tipula (Eumicrotipula) notoria is een tweevleugelige uit de familie langpootmuggen (Tipulidae). De soort komt voor in het Neotropisch gebied.